# Vitkronad fruktduva
Vitkronad fruktduva (Ptilinopus dupetithouarsii) är en fågel i familjen duvor inom ordningen duvfåglar. Den förekommer i Marquesasöarna i östra Stilla havet. Fågeln minskar i antal, men beståndet anses vara livskraftigt.

## Utseende och läte
Vitkronad fruktduva är en färgglad fruktduva med grönt på rygg och vingar, en orangefärgad fläck på buken och silvergrått bröst. På huvudet syns en vit hjässa och ett röd- eller gulaktigt streck bakom ögat. Lätet består av sorgesamma duvtypiska hoande toner som först stiger och sedan faller.

## Utbredning och systematik
Vitkronad fruktduva förekommer i ögruppen Marquesasöarna i östra Stilla havet och delas in i två underarter med följande utbredning:
- Ptilinopus dupetithouarsii viridior – förekommer i norra Marquesasöarna (Nukuhiva, Uahuka och Uapou)
- Ptilinopus dupetithouarsii dupetithouarsii – förekommer i södra Marquesasöarna (Hivaoa, Tahuata, Mohotani och Fatuhiva)

## Status
Trots det begränsade utbredningsområdet och att den tros minska i antal anses beståndet vara livskraftigt av internationella naturvårdsunionen IUCN. 

## Namn
Fågelns vetenskapliga artnamn hedrar Abel Aubert du Petit-Thouars (1793-1864), amiral i franska flottan och kommendör över skeppet La Venus på jorden runt-seglats 1836-1839.